# Lake Vaughan
Lake Vaughan är en sjö i Kanada.   Den ligger i provinsen Nova Scotia, i den sydöstra delen av landet, 800 km öster om huvudstaden Ottawa. Lake Vaughan ligger 9 meter över havet.
I omgivningarna runt Lake Vaughan växer i huvudsak blandskog. Runt Lake Vaughan är det mycket glesbefolkat, med 5 invånare per kvadratkilometer.